# Frinico (oligarca)
Frinico del demo di Diradiote, figlio di Stratonide (in greco antico: Φρύνιχος?, Frýnichos, in latino Phrynĭchus; Atene, metà del V secolo a.C. – Atene, 411 a.C.) è stato un ammiraglio e politico ateniese.

## Biografia
Nel 412 a.C. divenne ammiraglio a Samo, quando al comando di una flotta di 48 navi tentò di soffocare la rivolta di Mileto. Ottenuto un parziale successo, al sopraggiungere di una preponderante flotta avversaria decise di ritirarsi.
In seguito si adoperò invano per impedire il ritorno ad Atene di Alcibiade; nel 411 a.C. fu uno dei capi della Boulé dei Quattrocento, assieme ad Antifonte, Pisandro e Teramene.
Inviato ambasciatore a Sparta assieme ad Antifonte e ad altri per firmare la pace, non approdò a nulla, e al ritorno fu ucciso in circostanze non ben chiarite.